# Tatocnemis virginiae
Tatocnemis virginiae – gatunek ważki z monotypowej rodziny Tatocnemididae. Znany tylko z jednego osobnika odłowionego w nieznanej lokalizacji na Madagaskarze.